# Untertoggenburg (huyện)
Huyện Untertoggenburg (tiếng Pháp: District du Untertoggenburg, tiếng Đức: Bezirk Untertoggenburg) là một huyện hành chính của Thụy Sĩ. Huyện này thuộc bang Bang Sankt Gallen. Huyện Untertoggenburg có diện tích 107 kilômét vuông, dân số theo thống kê của cục thống kê Thụy Sĩ năm 1999 là 37231 người. Trung tâm của huyện đóng ở Uzwil. Mã của huyện là ?.